# Spiophanes dubitalis
Spiophanes dubitalis is een borstelworm uit de familie Spionidae. Het lichaam van de worm bestaat uit een kop, een cilindrisch, gesegmenteerd lichaam en een staartstukje. De kop bestaat uit een prostomium (gedeelte voor de mondopening) en een peristomium (gedeelte rond de mond) en draagt gepaarde aanhangsels (palpen, antennen en cirri).
Spiophanes dubitalis werd in 2003 voor het eerst wetenschappelijk beschreven door Meissner & Hutchings.